# National Trust

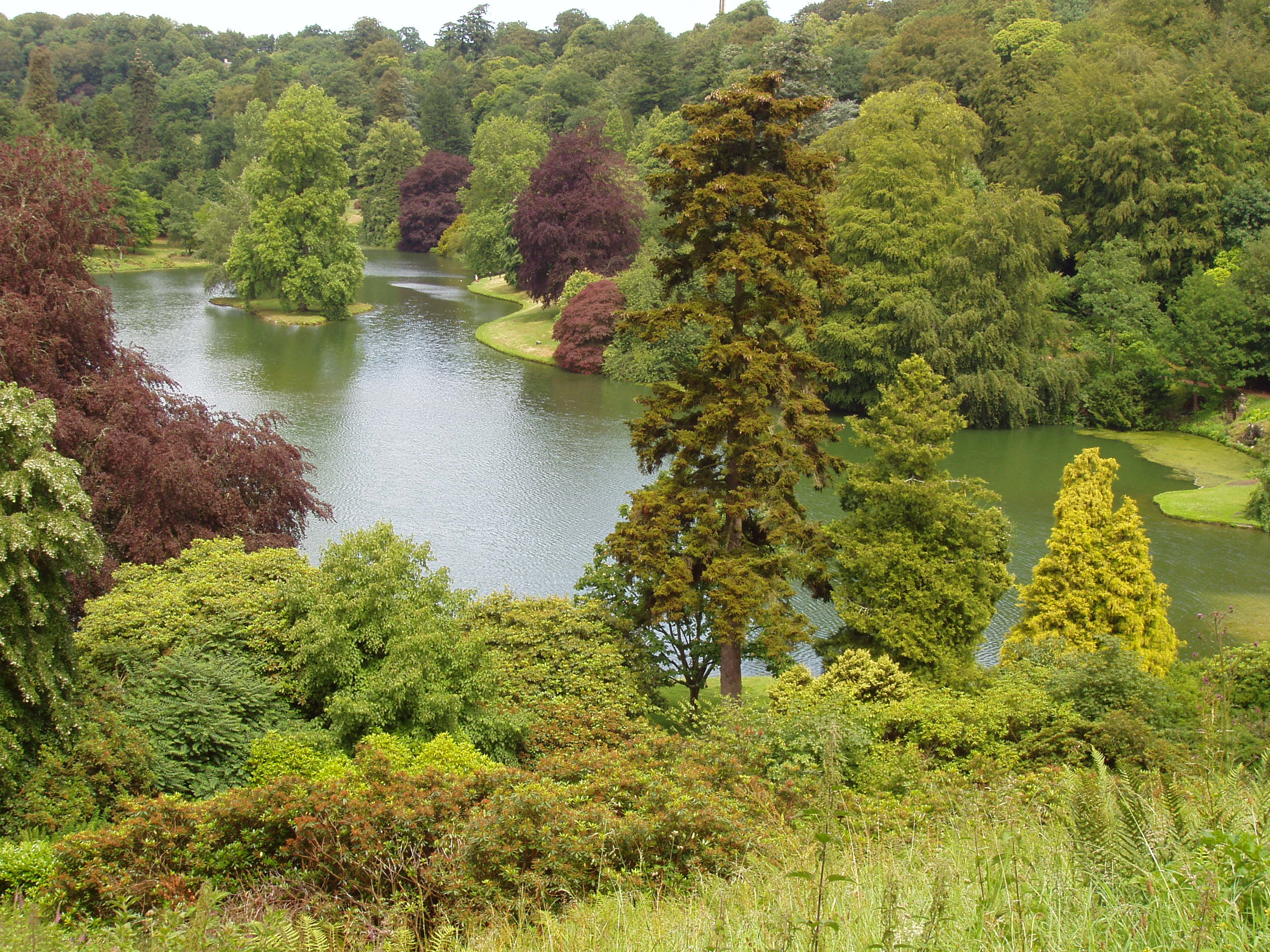
Stourhead, jedno z miejsc pod opieką National Trust

National Trust for Places of Historic Interest or Natural Beauty – brytyjska organizacja zajmującą się ochroną zabytków i przyrody w Anglii, Walii i Irlandii Północnej. National Trust został założony przez Roberta Huntera, Hardwicke’a Rawnsleya i Octavię Hill w 1895 roku jako organizacja użyteczności publicznej. Na terenie Szkocji działa odrębna organizacja National Trust for Scotland. Działalność National Trust opiera się w dużej mierze na pracy wolontariuszy.

## Cele organizacji
National Trust działa na rzecz ochrony przyrody i dziedzictwa kulturowego Anglii, Walii i Irlandii Północnej. Zadania wykonuje pełniąc bezpośredni nadzór nad terenami i obiektami o szczególnych walorach przyrodniczych i kulturowych oraz poprzez działania edukacyjne.

## Zakres działania National Trust
National Trust zawiaduje obszarem 2 480 km² oraz 1 255 km wybrzeża. Jest właścicielem 215 zabytkowych posiadłości i ogrodów, 40 zamków, 76 rezerwatów, 6 miejsc światowego dziedzictwa kulturalnego, 12 latarni morskich i 43 pubów i gospód. W roku 2008 obiekty National Trust zwiedziło 50 mln osób. Organizacja liczy 3,6 mln członków.